# Побуне у Либији после грађанског рата
Побуне после грађанског рата су почеле након пада режима Муамера Гадафија и осмомесечног грађанског рата у ком су убијени Муамер ел Гадафи, Мутасим и поједини чланови владе.

## Грађански рат
Рат у Либији је почео након што су се антивладини протести претворили у оружану побуну, а затим и у грађански рат између државних и побуњеничких снага. Протести су почели 15. фебруара с циљем смене владе, а после неколико дана су се претворили у оружану побуну. У првим данима сукоба побуњеници су имали више успеха, те су под своју контролу ставили неколико стратешки важних градова. Контраофанзива коју су покренуле либијске оружане снаге резултовала је падом већине побуњеничких упоришта и када је запретила опасност да заузму и главно побуњеничко упориште, град Бенгази, Савет безбедности Организације уједињених нација је донео резолуцију о успостављању зоне забране лета и о заштити цивилног становништва. Након вишенедељних сукоба, Савет безбедности Организације уједињених нација је 17. марта одобрио успостављање зоне забране лета изнад Либије, што је довело до вишемесечних ваздушних удара у овој земљи, најпре под вођством неколико западних земаља, а потом и НАТО-а. Војна операција под називом Одисејева зора је почела 19. марта под командом Француске, Велике Британије, Сједињених Америчких Држава, Италије, а од 31. марта је мандат препуштен НАТО коалицији. Удари су били усмерени искључиво против снага под командом Гадафија. Од 24. марта, коалиција је започела операцију Уједињени заштитник, а 31. марта, НАТО је преузео команду над ваздушним ударима.
Дана 20. августа, побуњеници покрећу офанзиву, која се окончава освајањем Триполија 23. августа. У наредна два месеца, Гадафијеве снаге пружају отпор из свега неколико енклава, са седиштем у Сирту и Бани Валиду. Дана 20. октобра, уследила је нова офанзива, која је довела до пада града, те хапшења и смрти вишедеценијског либијског вође, његовог сина Мутасима, као и неколико људи из његовог круга. Нове власти су после смрти Моамера Гадафија прогласиле победу 23. октобра, а мисија НАТО-а је окончана 31. октобра.

## Побуне после грађанског рата

### Сукоби око превласти над аеродромом у Триполију
Увече 10. децембра 2011. дошло је до сукоба између револуционара из Триполија и Зентена (170 км југозападно града од Триполија) око преузимања контроле на аеродрому. Сукоб се водио у близини аеродрома који је од августа пао у руке побуњеника из Зентана, чије су јединице држале сина Моамера Гадафија Сејф ел Ислама.
Аеородром је пао у време док су се водиле борбе за Триполи, али је сукоб избио око превласти над аеродромом. Сукоб се водио пешадијским наоружањем и противавионским топовима, у ком су два лица рањена.
Један припадник бригада из Зентена је рекао да у сукобу не учествују снаге побуњеника из Триполија, него припадници Војске.
Војска је покушала да преузме силом контролни пункт бораца из Зентена код аеродрома, па је двојицу ранила, а двојицу заробила.
Борци су на путу из Зентена за аеродром поставили још два контролна пункта, са десетинама тешко наоружаних људи и борних кола.
Командант јединице из Зентена, преговарао је са министром одбране Осамом ал Жуеилијем о ослобађању двојице заробљених.
Према агенцији Асошијетед прес, сукоб код аеродрома у Триполију је изазван атентатом на главнокомандујућег либијске војске Калифа Хифтера.
Начелник Генералштаба Војске генерал Калиф Хифтер, рањен је у два узастопна напада на његово возило и оружану пратњу пратњу у Триполију, саопштила је војска.
Према тврдњама из војске, мета оружаног напада, била је једна од највећих либијских војних база у Триполију.
Војска је после напада, артиљеријски гађала положаје неидентфикованих нападача.
Верује се да су нападачи припадници једне од група Које су учествовале у свргавању Претходне Власти Пуковника Моамара Гадафија , a сада су се побуниле и против нове власти.
Војска је претпостављала да су побуњеници из Зентена или неког планинског града на западу Либије.

### Сукоб између припадника милиције и артиљерије у Триполију
Дана 3. јануара 2012, четири борца су убијена током пуцњаве у Триполију као и више десетина бораца из Мисурате који су покушали да се дочепају групе затвореника који се држе у безбедносном комплексу уТриполију. Други извештај је навео да постоје две одвојене пуцњаве и да је број мртвих седам. У одговору на инцидент, председник Мустафа Абдул Џалил упозорио је да Либија клизи у грађански рат уколико се ривалске милиције не ставе под контролу.
Дана 15. јануара 2012, избили су сукоби између групе из града Гариан на око 80 километара од Триполија и Ал Асабије на око 15 километара, само дан пошто су племенске вође дошле у престоницу на разговоре о помирењу. Данас је у оружаном сукобу у којем су погинуле три и повређено 50 особа, а коришћени су и минобацачи .
Нове Власти су настојале да зауздају различите оружане групе које су имале кључну улогу у свргавању Гадафијевог режима, који су одбили да се разоружају и повинују прелазној Влади.
Представник групе из Гариана рекао је да су његови људи хтели да ухапсе осумњичене за везе с Гадафијевим режимом, што су борци из Ал Асавије одбили, чиме је изазван оружани сукоб.

### Пад Бани Валида у руке Гадафијевих сабораца
Дана 23. јануара, извештаји из Прелазног националног савета бораца појавиле су се информације да су Бани Валид повратиле снаге које су наводно подржавале владу Моамера ел Гадафија. Информације из града о ситуацији билем су нејасне и контрадикторне. Такозвани борци лојалисти су заробили неколико улаза у град и већину града. Главна база локалне милиције Прелазног националног савета опколиле су такозване бивше јединице лојалне бившем председнику Моамеру Гадафију и држале их под опсадом. Број жртава је варирао са првим извештајима у којима се наводило да је убијено пет бораца Прелазног националног савета, а касније да у Бани Валиду има од 20 до 25 страдалих на обе стране.
Дана 24. јануара, племенске старешине у Бани Валиду су изричито негирале устанак у њиховом граду. Уместо тога, спор је избио када су локални лидери одлучили да протерају војни савет Прелазног националног савета и милиција које су биле под контролом града са циљем да их замени са својим представницима. Сутрадан, национална влада је признала легитимитет новог руководства племенском Бани Валиду у напору да одржи мир у земљи. Прелазног национални савет је послао мировне снаге, састављене од јединица из региона са циљем да спрече додатне немире. УН претраживач дипломата у Либији, Јан Мартин, потврдио је да је борба била због локалних спорова и да је нису изазвале Гадафијеве присталице у покушавају да успостави контролу над градом.

### Сукоби припадника милиције из Зинтана и Мисрате у Триполију
Дана 1. фебруара, припадници милиције из Зинтана и Мисрата су водиле борбе у Триполију у близини 5-звездица хотела и предузећа, док Владине трупе нису интервенисале. Борба су се такође водиле на плажи у близини куће Саифа ел Ислама Гадафија која је била окупирана од стране прпадника милиције из Зинтана.

### Убиство цивила у бившој Поморској академији у Јанзоуру (предграђу Триполија)
Дана 6. фебруара, седам мушких цивила је убијено из црне Либијске покрајине Таверга од стране припадника милиције која је претресла њихов избеглички камп импровизован у бившој Поморској академији у Јанзоур, предграђу Триполија. Преживели су рекли да су маскр направили прпадници милиције из Мисрате због њихових регистарских таблица, иако је званичници милиције из Мисрате то негирали.

### Изјава Саадија ел Гадафија
Дана 10. фебруара, Саади Гадафи је упозорио да је нови устанак у Либији био неизбежан и да је спреман да се врати у Либију.

### Сукоб у Куфри
Дана 12. и 13. фебруара, 17 људи је убијено и 22 рањена у међуплеменским борбама припадниика племена Тобу и Зуваија у области Куфра, на југоистоку Либије. Девет жртава је из племена Зуваија, а осам из Тобу. У почетку су сукоби почели само мањег ватреног науружања, а другог дана је ситуација ескалирала у већи оружани сукоб из против-авионских топова. Према тврдњама племена Зуваија, борбе су почеле када је младић из њиховог племена убијен три дана пре убиства троје чланова племена Тобу. Шеф локалне милиције НТЦ известио је да је човек из племена Зуваија био шверцер, који је оптужен због илегалне трговине, и убијен је након што је отворо ватру на припаднике милиције из племена Тобу, усмртивши пет полицајаца. Припадници племена Тобу су са њихове стране изјавиили да су нападнути од стране племена Зуваија уз подршку НТЦ, са намером да их истреби. Представници племена Тобу су тврдили да трпе велику дискриминацију од стране племена Зуваија, због њих буде тамне-коже, чак и на вишем нивоу него током Гадафијеве ере. Фархат Абдел Карим Овај Харег, координатор у друштвеним пословима у локалној управи Владине организације покрајине , рекао је да ће Куфра морати да прогласи независност у региону ако НТЦ не делују против напада од стране плаћеника.
Дана 14. фебруара, представници око 100 милиција, створили су федерацију у покушају да се избегну борбе између припадника милиције и наставили са на притисцима Прелазни национални савет за даље реформе. Лидери новог савеза су рекли да немају формалну везу са либијским Министарством одбране, која је званично задужена за обједињавање оружаних елемената у земљи под једном заставом. Истог дана, наставили су се сукоби око области Куфра уз појачање НТЦ да помогне Зуваија племе. Портпаролм племена Тобу је рекао да су били под опсадом и да су тешко гранатирани од стране племена Зуваија и додао да је ово покушај да се истреби Тобу племе са владином учешћем. НТЦ портпарол је изјавио да је борба између револуционара и кријумчара оружја ниског нивоа и да је сукоб уложен од страних елемената. Тобу члан тврдио је да је пет његових другова убијено у новој рунди борбе, док је други изјавио да није било смртних случајева, само повреда. Борбе су се и даље водиле, 15. и 16. фебруара. Припадници племена Зуваија су тврдили да је 15. њихових људи погинуло, а 45. рањено. Припадници племена Тобу су известили да откако су почеле борбе 55 њихових чланова је убијено и 117 рањено, са рањеницима није у стању да се евакуишу преко аеродрома због тим што се контролише Зуваија.
Дана 15. фебруара, Амнести интернашонал је известила да је најмање 12 заточеника било мучено до смрти док је боравило у притвору.
Дана [[]18. фебруар]а, током сукоба у Куфри погинуло је двоје људи. Овај дан је објављено да војска шаље појачање у региону, у покушају да заустави племенске борбе.
Дана 21. фебруара, удружење Црвени полумесец радник је известило да је 50 цивила убијено у протекла 24 часа у Куфри због малтера и ракета испаљена у стамбеној области. Портпарол Зуваија племена рекао је да је троје људи погинуло и 25 рањено. Лидер Тобу племена Иса Абделмаџид, изјавио је да је убијено 113 припадника племена Тобу (укључујући шесторо деце), а 241 рањено током 10 дана борбе. Са друге стране, лидер племена Зуваија је изјавио да је 23 припадника њиховог племена убијено и 53 рањено.
Дана 22. фебруара је још четворо људи погинуло, а 10 рањено у обновљеним борбама на југу земље. Лидер НТЦ Мустафа Абдул Џалил је рекао да су лојалисти Гадафија започели побуну у области Куфра, али није улазио у детаље његове тврдње.
Дана 23. фебруара, Национална Ослободилачка Војска је послата да у Куфри спроведе мир. Војни командоси, наводно су преузели контролу над аеродромом, већи део градова и цео регион. Према изворима племена Зуваија, оба племена су потписала споразум о постизању примирје и обострани договор за евакуацију рањеника у Триполи.
Дана 24. фебруара, настављене су борбе у области Куфра у којима је повређено неколико људи из оба племена, док су једни друге кривили за обнављање борби. Безбедносни званичник из племена Зуваија изјавио је да војска није учинила ништа да спречи сукобе. Током дана, МКЦК Медић је потврдио да су борбе смањене, али је ситуација остала напета. МКЦК је евакуисала 28 рањеника из оба племена у Триполи.
Дана 25. фебруара, Уједињене нације су почеле пружање хуманитарне помоћи. Стални представник УН, хуманитарни координатори шеф мисије УНСМИЛ Џорџ у Либији Чарпентир, потврдио је да прекид ватре између племена је подржао са либијским војног контингента у месту да су спречени даљи сукоби. Председник Председник НТЦ Мустафа Абдул Џалил позвао је оба племена да се помире.